# Karl Mommsen-Straub
Karl Mommsen (auch Karl Mommsen-Straub; * 1. September 1923 in Bremen; † 18. Juli 1976 im Bezirksspital Dornach SO) war ein aus Deutschland stammender Schweizer Historiker.

## Leben
Der Sohn des Historikers Wilhelm Mommsen und ältere Bruder der Zwillinge Hans und Wolfgang J. Mommsen leistete den Kriegsdienst nach dem Abitur 1942 bei der Pioniertruppe. Ab 1948 studierte er an den Universitäten Bern und Basel Geschichte und Völkerrecht. Nach der Promotion zum Dr. phil. 1957 in Basel arbeitete er von 1963 bis 1967 als wissenschaftlicher Hilfsassistent im Staatsarchiv Basel-Stadt. 1961 erhielt er das Basler Bürgerrecht. Ab 1967 wirkte er als vollamtlicher Mitarbeiter an der Sammlung Schweizerischer Rechtsquellen mit.

## Schriften (Auswahl)
- Eidgenossen, Kaiser und Reich. Studien zur Stellung der Eidgenossenschaft innerhalb des heiligen römischen Reiches. Basel 1958 (Dissertation).
- Drei Generationen Bauingenieure. Das Ingenieurbureau Gruner und die Entwicklung der Technik seit 1860. Basel 1962, OCLC 611147470.
- Auf dem Wege zur Staatssouveränität. Staatliche Grundbegriffe in Basler juristischen Doktordisputationen des 17. und 18. Jahrhunderts. Bern 1970, OCLC 605920928.
- Katalog der Basler juristischen Disputationen 1558–1818. Klostermann, Frankfurt am Main 1978, ISBN 3-465-01309-3.